# Hans Hoffmann
Hans Hoffmann (ur. 2 grudnia 1919, zm. ?) – SS-Rottenführer, członek załogi obozu koncentracyjnego Auschwitz-Birkenau.
Był obywatelem jugosłowiańskim (urodził się w miejscowości Indije koło Karłowic) narodowości niemieckiej. Z zawodu był ślusarzem. Po inwazji III Rzeszy Hoffmann został powołany do armii jugosłowiańskiej i dostał się do niemieckiej niewoli. 21 października 1942 wcielono go do SS i skierowano do obozu Auschwitz-Birkenau. Początkowo pełnił tam służbę jako wartownik i konwojent drużyn roboczych. Następnie został przydzielony do Wydziału Politycznego (obozowego gestapo) w obozie głównym. Wreszcie w październiku 1944 Hoffmann został skierowany do Birkenau, gdzie pełnił funkcję gońca.
Za swój udział w zbrodniach popełnionych w obozie skazany został 22 grudnia 1947 przez Najwyższy Trybunał Narodowy w Krakowie w pierwszym procesie oświęcimskim na 15 lat więzienia. Zwolniono go z więzienia na mocy amnestii 14 lipca 1956.